# Geoagiu de Sus
Geoagiu de Sus – wieś w Rumunii, w okręgu Alba, w gminie Stremț. W 2011 roku liczyła 725 mieszkańców.